# بازار نائین
بازار نائین مربوط به دوره تیموریان است و در نائین، حد فاصل دروازه چهل دختران واقع شده و این اثر در تاریخ ۲۴ مرداد ۱۳۵۶ با شماره ثبت ۱۵۶۴ به‌عنوان یکی از آثار ملی ایران به ثبت رسیده است. بازار تاریخی نایین روزگاری مرکز تجاری این شهر بوده که به طول ۴۰۰ متر با ۱۷۰ باب مغازه کوچک و بزرگ در آن قرار داشته است.